# Wasilków
Wasilków este un oraș în Polonia. În 2015 avea 10705 de locuitori.